# Магнус VI Законодатель
Ма́гнус VI Законодатель (Лагабётер, устар. Лагаботе; др.-сканд. Magnus Lagabøter, буквально — исправитель законов; 1 мая 1238, Тёнсберг — 9 мая 1280, Берген) — король Норвегии с 1263 года по 1280 год.

## Биография
Родился в городе Тёнсберг. Младший (третий) сын Хокона IV Старого (1204—1263), короля Норвегии (1217—1263) и Маргрете Скулесдоттер (1208—1270), дочери ярла Скуле Бордссона и Рагнфрид Йонсдоттер. Большую часть времени прожил в городе Берген.
В мае 1257 года после смерти своего старшего брата Хакона Молодого (1232—1257) Магнус стал соправителем и наследником своего отца Хакона IV. 11 сентября 1261 года он женился на принцессе Ингеборге Датской (1244—1287), дочери датского короля Эрика IV Пловпеннинга и Ютты Саксонской. А через три дня, 14 сентября, Магнус и его супруга Ингеборга были торжественно коронованы в Бергене.
В декабре 1263 года после смерти своего отца Хакона IV Старого на Оркнейских островах (в Керкуолл) Магнус был провозглашен новым королём Норвегии.

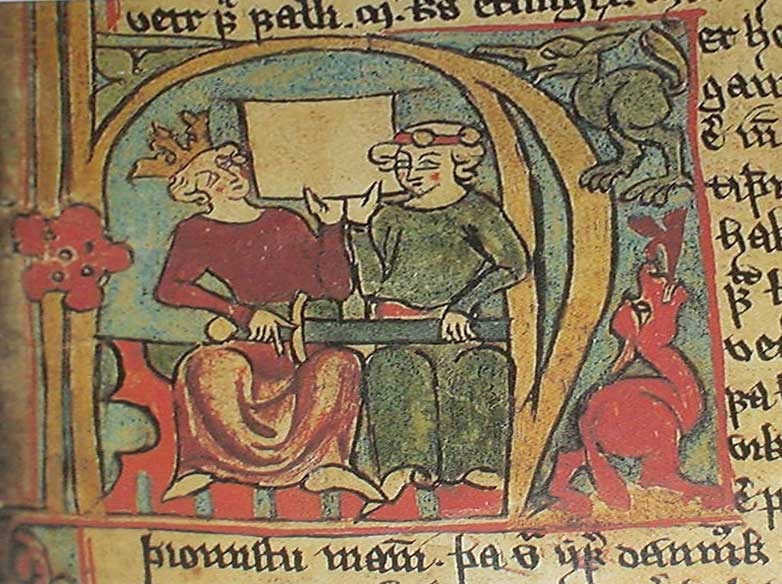
Магнус и его отец Хокон IV Старый. Миниатюра из «Книги с Плоского острова», XIV век

Известен своей законодательной деятельностью: он стремился дать Норвегии общий законник и частично успел это сделать. При нём были изданы первый общенорвежский свод законов (1274) и закон, регулировавший торговлю и отношения в среде горожан (1276). При Магнусе VI получила и свой особый законник Исландия.
Магнус установил неделимость королевства и правило его перехода к старшему сыну — так он надеялся избавиться от междоусобной борьбы между удельными конунгами. Для расширения торговли он сблизился с ганзейцами и даровал им ряд торговых привилегий.
Магнус Законодатель стал заказчиком «Саги о Хаконе Старом», составленной Стурлой Тордарсоном, и главным героем написанной им же «Саги о конунге Магнусе Исправителе Законов».
9 мая 1280 года 42-летний Магнус Законодатель скончался в Бергене. Он был похоронен в Бергенском кафедральном соборе. Ему наследовал старший из выживших сыновей, Эйрик II Магнуссон (1280—1299).

## Семья
Жена с 1261 года — принцесса Ингеборга Датская (1244 — 24/26 марта 1287)
Дети:
- Олав (1262—1267)
- Магнус (1264—1264)
- Эйрик (1268—1299), король Норвегии (1280—1299)
- Хакон (1270—1319), король Норвегии (1299—1319).